# Ompoly (keresztnév)
Az Ompoly férfinév az erdélyi Ompoly folyó nevéből ered. A mai Zalatnát, mely a folyó mellett fekszik, a rómaiak Ampeiumnak hívták, ez a név a folyó nevéből származhat, így a név jelentése ez alapján Apeiumból való lehet.

## Gyakorisága
Az 1990-es években szórványos név, a 2000-es években nem szerepel a 100 leggyakoribb férfinév között.

## Névnapok
- május 14.[2]